# El procés de pau
El procés de pau (títol original en francès, Le Processus de paix) és una pel·lícula dramàtica romàntica francesa del 2023 dirigida per Ilan Klipper. S'ha subtitulat al català.

## Sinopsi
La Marie i el Simon estan profundament enamorats, malgrat les constants discussions en la seva vida de parella. Per no separar-se, s'embarquen en una aventura una mica esbojarrada: establir una llista de normes que hauran de seguir costi el que costi. L'anomenen la Carta Universal dels Drets de les Parelles.